# Slavětín nad Ohří

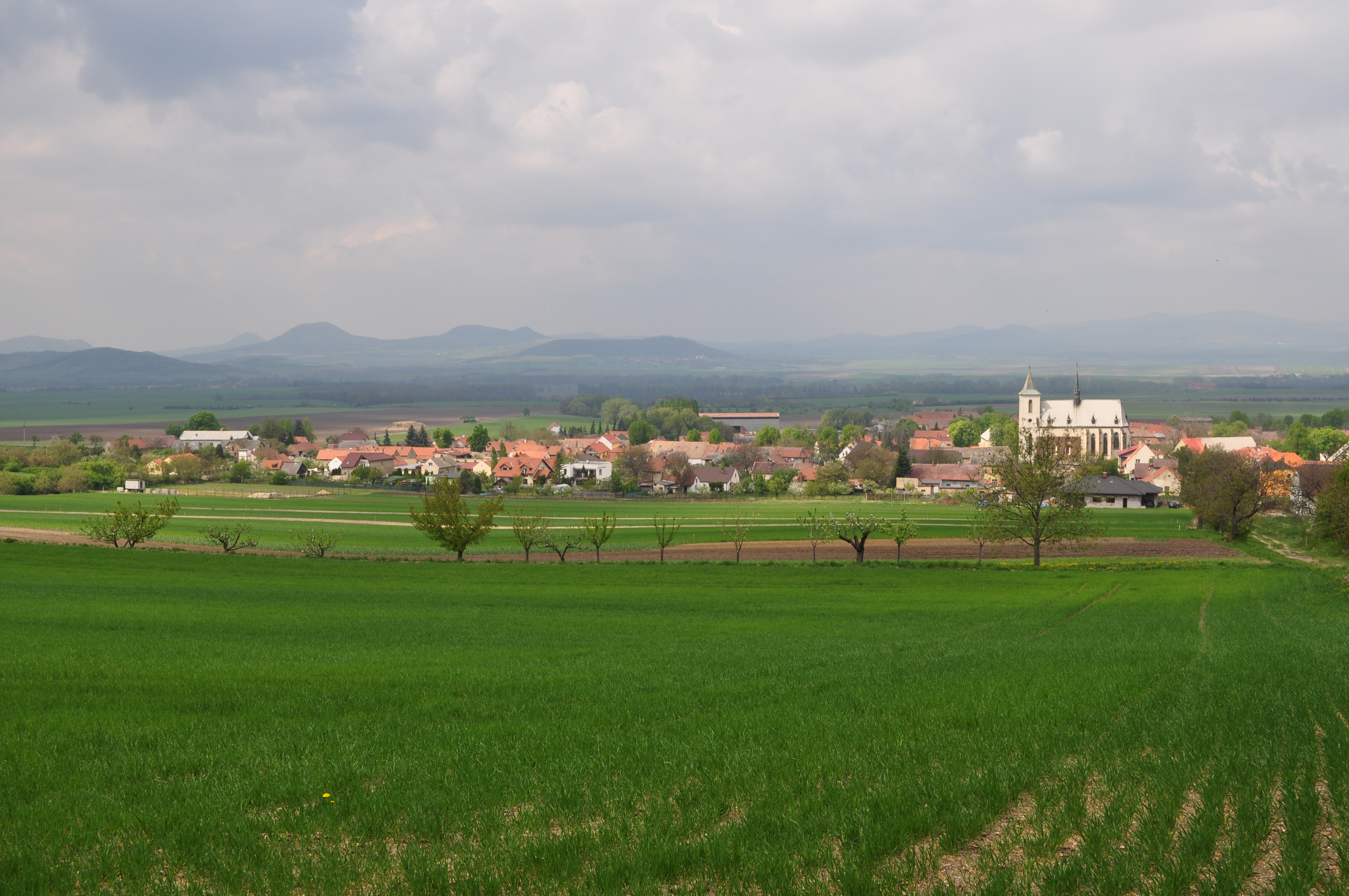
Slavětín, im Hintergrund das Böhmische Mittelgebirge

Slavětín nad Ohří (deutsch Slawietin, älter Schlobethin) ist eine Minderstadt im Okres Louny in der Ústecký kraj in Tschechien. Slavětín liegt etwa 8 Kilometer östlich von Louny.

## Geographie
Slavětín befindet sich am Abfall der Dolnooharská tabule (Untereger-Tafel) zum Egertal. Nördlich des Ortes verläuft die Bahnstrecke Louny–Libochovice, südlich die Bahnstrecke Praha–Most.
Nachbarorte sind Hořejší Mlýn, Dolejší Mlýn, Kystra und Radonice nad Ohří im Norden, Pátek, Stradonice und Chrastín im Nordosten, Dolejší Mlýn, Hořejší Mlýn und Peruc im Osten, Débeř und Milonka im Südosten, Hřivčice, Vrbno nad Lesy, Donín und Toužetín im Süden, Smolnice, Brloh, Vlčí und Chlumčany im Südwesten, Blšany u Loun und Veltěže im Westen sowie Černčice, Podhrázský Mlýn, Obora und Počedělice im Nordwesten.

## Geschichte
Nach der Böhmischen Chronik des Václav Hájek z Libočan soll im Jahre 881 der böhmische Fürst Hostivít die Instandsetzung der an der Eger gelegenen Burgen Slavětín, Kysinek und Budinek zum Schutz vor Feinden angeordnet haben. Die erste urkundliche Erwähnung des Dorfes stammt aus dem Jahr 1268, wo es als Marktort (Villa forense) bezeichnet wurde.

## Gemeindegliederung
Die Gemeinde Slavětín besteht aus den Ortsteilen Kystra (Kistrau) und Slavětín, die zugleich auch Katastralbezirke bilden.

## Sehenswürdigkeiten
- Kirche St. Jakob der Ältere
- Kapelle Maria Heimsuchung

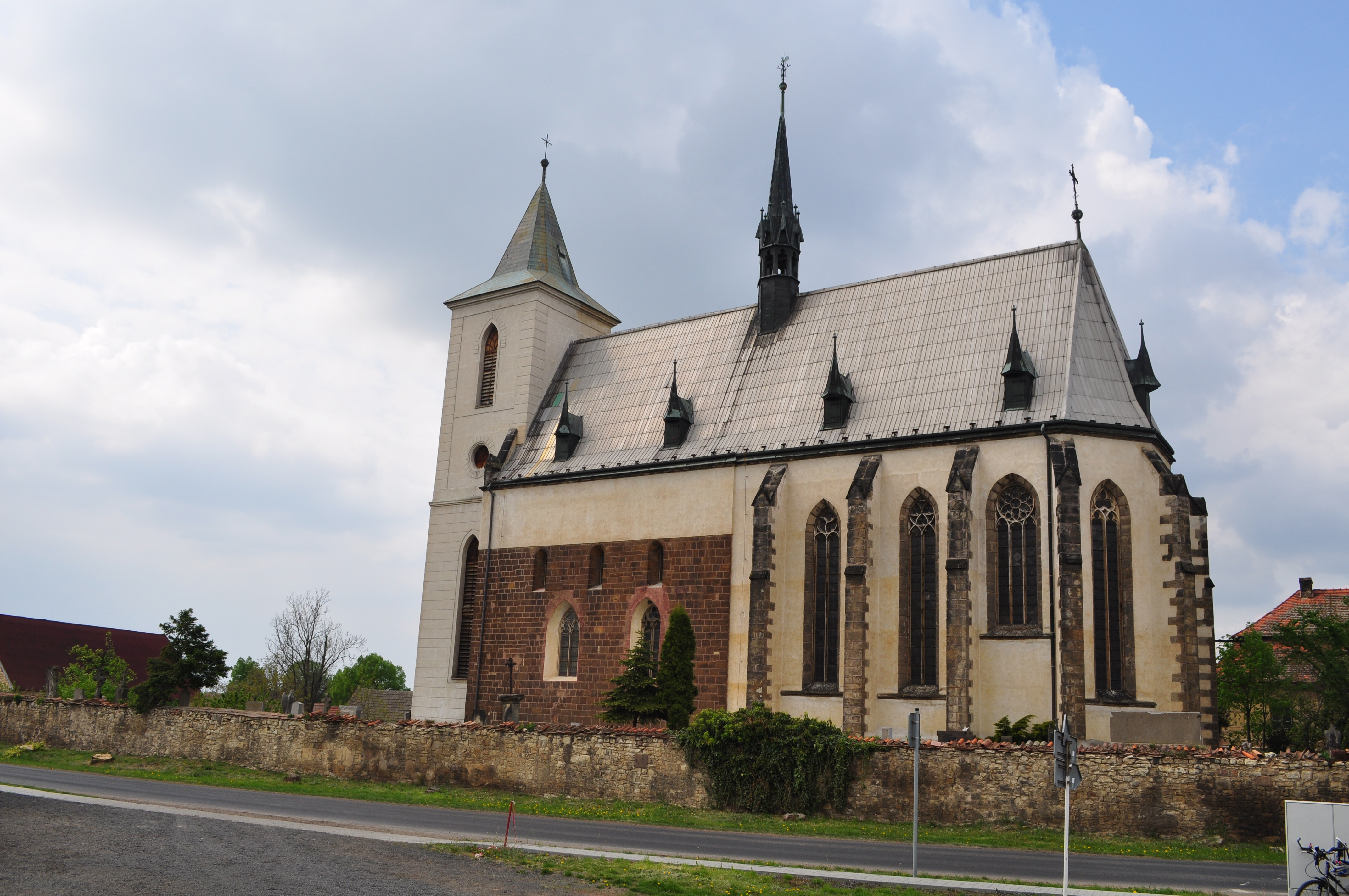
St. Jakob
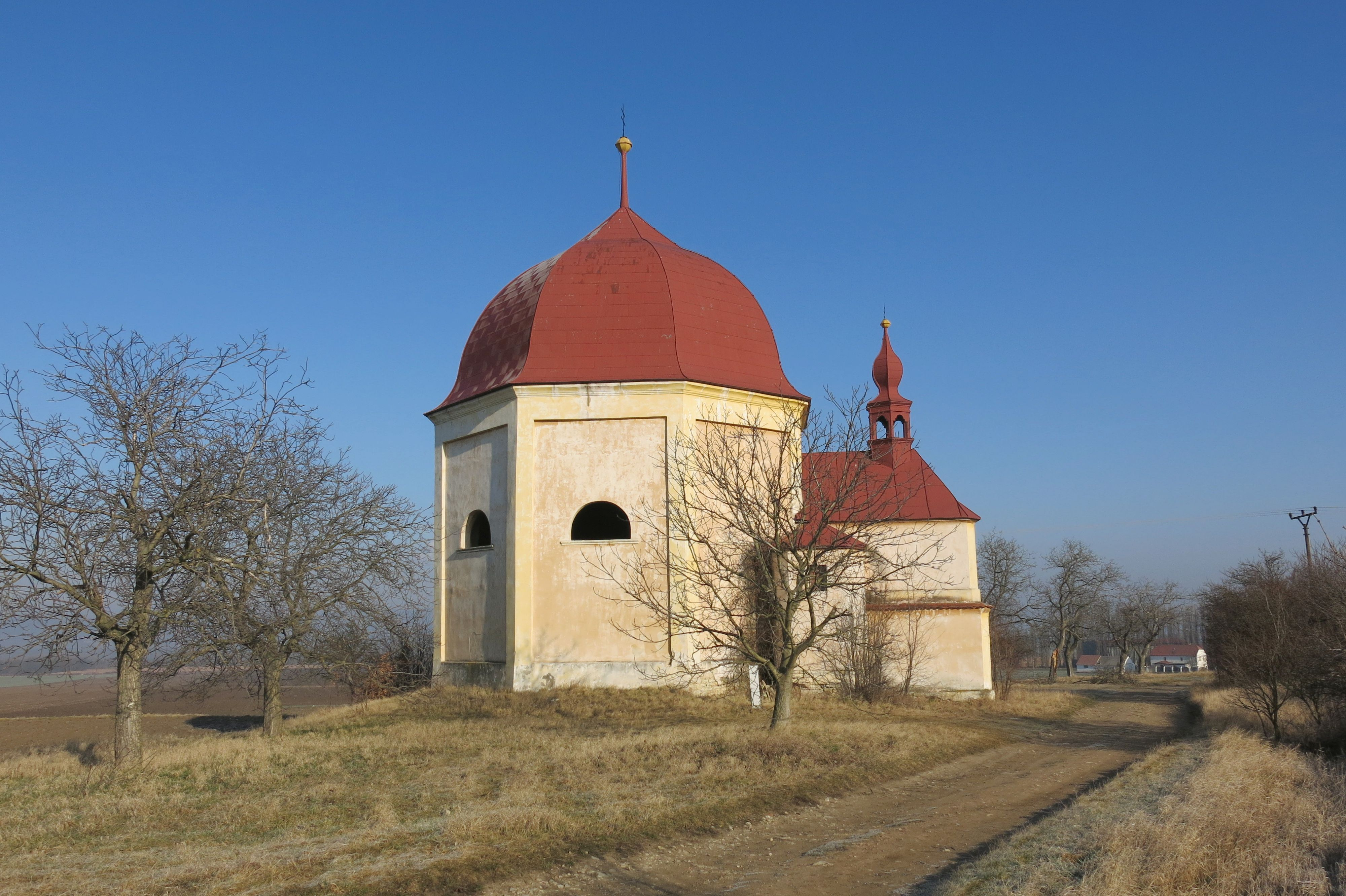
Kapelle Maria Heimsuchung

## Persönlichkeiten
- Konstantin Biebl (1898–1951)
- Václav Votruba (1909–1990), Physiker